# Замятин, Николай Александрович (лётчик)
Никола́й Алекса́ндрович Замя́тин (9 (22) мая 1916, город Пермь — 12 июня 1994, город Жуковский Московской области) — заслуженный лётчик-испытатель СССР (21 августа 1964), капитан (1958).

## Биография
Родился 9 (22) мая 1916 года в городе Пермь. Детство и юность провёл в селе Ильинское (ныне — посёлок Ильинский) и городе Кудымкар Пермской области. Окончил 7 классов школы, в 1934 году — Кудымкарский лесотехнический техникум. До 1935 года работал техником по лесозаготовкам.
В 1940 году окончил Свердловский государственный университет (ныне — Уральский государственный университет) и Свердловский аэроклуб.
В армии с апреля 1940 года. До декабря 1940 года обучался в Свердловской военной авиационной школе лётчиков. В 1941 году окончил Тамбовскую военную авиационную школу лётчиков, в 1942 году — Липецкий учебный центр ВВС.
Участник Великой Отечественной войны: в январе-ноябре 1942 — лётчик 608-го бомбардировочного авиационного полка, в ноябре 1942-декабре 1944 — лётчик, старший лётчик и командир звена 137-го (с августа 1943 года — 114-го гвардейского) бомбардировочного авиационного полка. Воевал на Карельском фронте. Участвовал в обороне Заполярья. Совершил 30 боевых вылетов на бомбардировщике Пе-2.
Участник советско-японской войны 1945 года в должности заместителя командира авиаэскадрильи 114-го гвардейского бомбардировочного авиационного полка. Воевал на Забайкальском фронте. Участвовал в Маньчжурской операции. Совершил несколько разведывательных вылетов на бомбардировщике Пе-2.
С февраля 1946 года старший лейтенант Н. А. Замятин — в запасе. С августа 1946 года работал инженером в Лётно-исследовательском институте.
С 1947 года по 1971 год — лётчик-испытатель Лётно-исследовательского института. Провёл испытания системы дозаправки на самолёте Ту-2 (в 1949 году), испытания турбореактивных двигателей: ВК-7 на Ту-4ЛЛ (в 1953 году), АЛ-7 на Ту-4ЛЛ (в 1955 году), ВК-3 на Ту-4ЛЛ (в 1955 году), АМ-3М на Ту-16ЛЛ (в 1955 году), ВД-7 на М-4ЛЛ (в 1956 году). Участвовал в испытаниях дальнего бомбардировщика Ту-4 (в 1948 году); в исследованиях баллистических характеристик корпуса будущей атомной бомбы (на Ту-4) (в 1948 году); в испытаниях опытного бустерного управления на самолёте Ju-388 (в 1950 году) и двигателя для опытного самолёта «152» (в 1958 году); в испытаниях автоматической системы захода на посадку и новой командно-пилотажной индикации.
В 1971—1989 годах работал в Лётно-исследовательском институте ведущим инженером.
Жил в городе Жуковский Московской области. Умер 12 июня 1994 года. Похоронен в деревне Островцы Раменского района Московской области.

## Награды
- орден Октябрьской Революции (1976)
- 2 ордена Красного Знамени (14.07.1944; 3.09.1945)
- орден Отечественной войны 2-й степени (11.03.1985)
- медали

## Почётные звания
- Заслуженный лётчик-испытатель СССР (21.08.1964)